# Günther Steines
Günther Steines  (né le 28 septembre 1928 à Trèves et mort le 3 juin 1982 à Mayen) est un athlète allemand, spécialiste du 800 mètres.

## Carrière
Sélectionné pour les Jeux olympiques de 1952, à Helsinki, il remporte la médaille de bronze du relais 4 × 400 mètres aux côtés de Hans Geister, 
Heinz Ulzheimer et Karl-Friedrich Haas.

### Palmarès
| Date | Compétition     | Lieu     | Résultat | Épreuve   |
| ---- | --------------- | -------- | -------- | --------- |
| 1952 | Jeux olympiques | Helsinki | 6e       | 800 m     |
| 1952 | Jeux olympiques | Helsinki | 3e       | 4 × 400 m |

### Records
| Épreuve | Performance  | Lieu | Date |
| ------- | ------------ | ---- | ---- |
| 400 m   | 48 s 5       |      | 1952 |
| 800 m   | 1 min 49 s 5 |      | 1952 |